# Estilo Palazzo

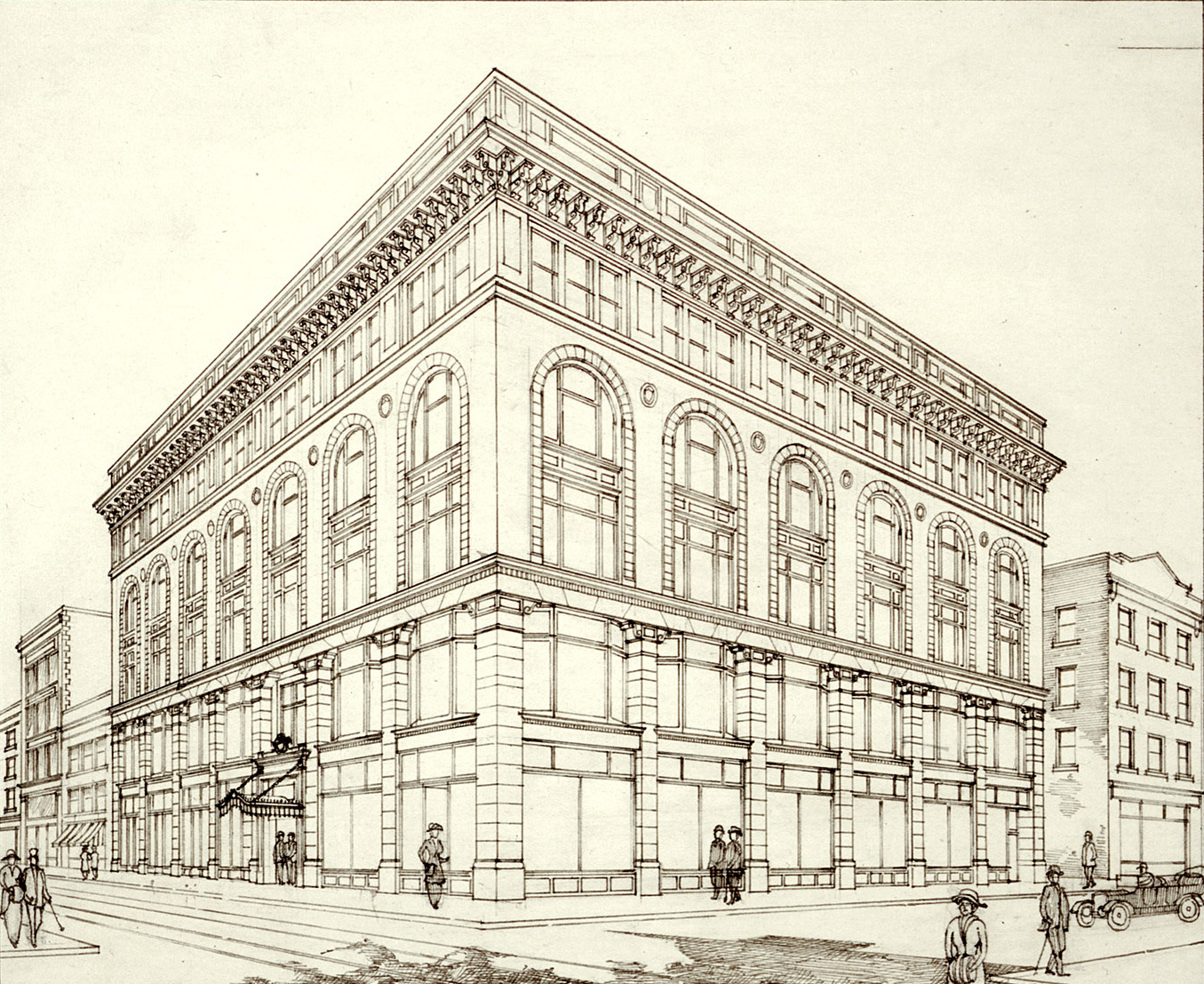
Edifício Ryrie, (1913–15) Toronto, Canadá

O Estilo Palazzo refere-se a um estilo arquitetônico dos séculos XIX e XX, baseado nos palácios construídos por famílias ricas do Renascimento italiano. O termo refere-se à forma geral, proporção e um conjunto de características, em vez de um projeto específico, por isso, é aplicado a prédios que abrangem um período de quase duzentos anos, independentemente da data, desde que sejam simétricos, com cornijas, embasados e com fileiras ordenadas de janelas. Os edifícios "Estilo Palazzo" do século XIX são por vezes referidos como sendo de arquitetura italianizada, mas este termo também é aplicado a um estilo muito mais ornamentado, particularmente de residências e edifícios públicos.
Enquanto os primeiros edifícios de estilo Palazzo seguiram de perto as formas e a escala dos originais italianos, no final do século XIX, o estilo foi mais vagamente adaptado e aplicado a edifícios comerciais muitas vezes maiores que os originais. Os arquitetos desses prédios às vezes extraíam seus detalhes de outras fontes que não o renascimento italiano, como a arquitetura românica e ocasionalmente gótica. No século XX, o estilo foi aplicado superficialmente, como o estilo neogótico, a edifícios de vários andares. No final do século XX e XXI, alguns arquitetos pós-modernos recorreram novamente ao estilo palazzo para edifícios da cidade.

## História

### Origens

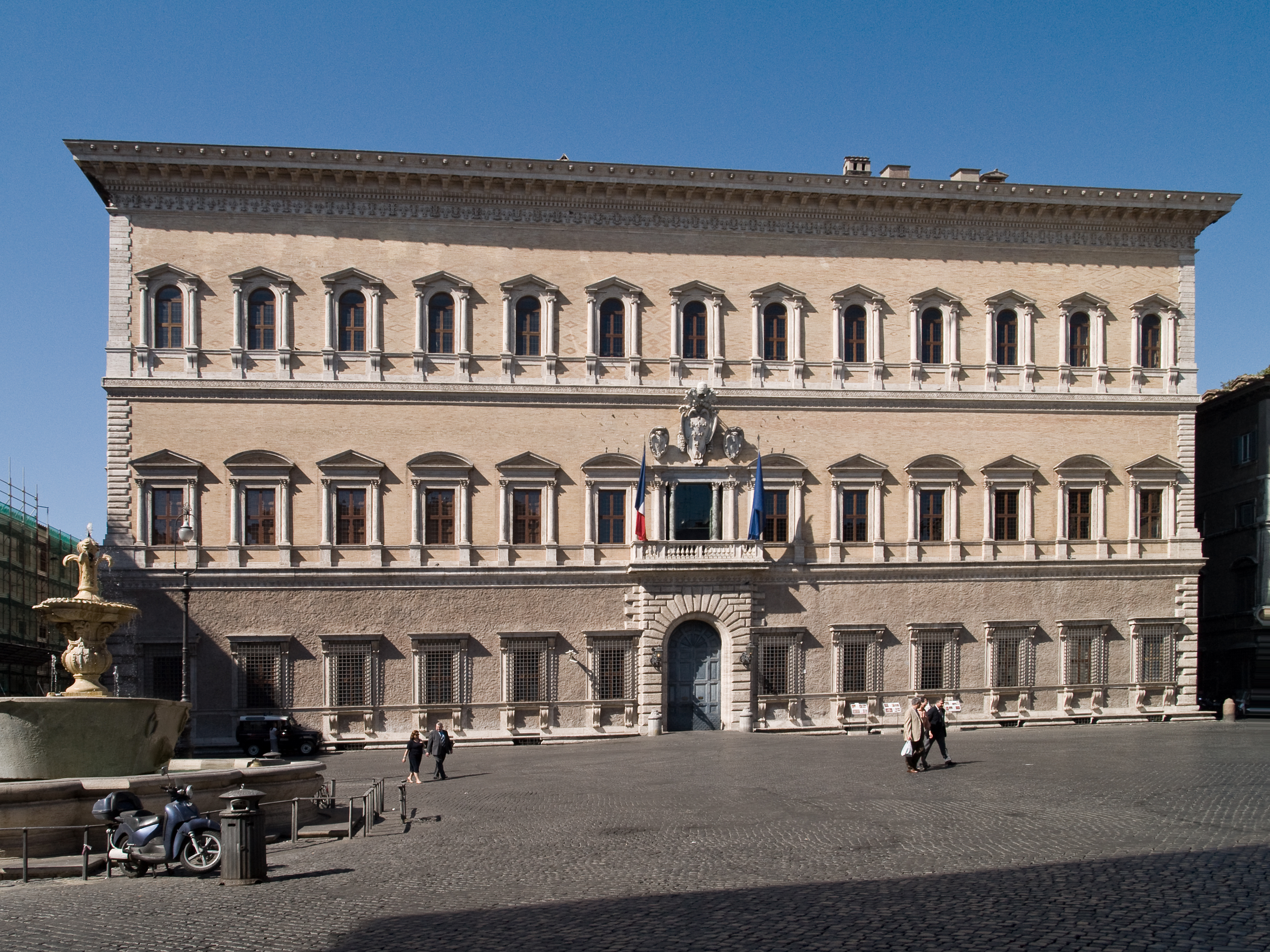
Palazzo Farnese, Roma, século XVI

O estilo Palazzo começou no início do século XIX essencialmente como um estilo revivalista que atraiu, como o reavivamento clássico e o renascimento gótico, estilos arqueológicos da arquitetura, neste caso os palácios do Renascimento italiano. Os palazzi italianos, em contraste com as vilas que ficavam no campo, faziam parte da arquitetura das cidades, sendo construídas como casas de cidade, e o andar térreo, muitas vezes, servia como local comercial. Os primeiros palazzi existem dos períodos românico e gótico, mas o estilo definitivo data de um período que começou no século XV, quando muitas famílias nobres enriqueceram com o comércio. Exemplos famosos incluem o Palazzo Medici-Riccardi construído por Michelozzo em Florença, o Palazzo Farnese construído por Antonio da Sangallo e completado por Michelangelo em Roma, e o Ca 'Vendramin Calergi por Mauro Codussi e Ca'Grande por Jacopo Sansovino no Grand Canal em Veneza.

### Início do século XIX
Os primeiros edifícios renascentistas de estilo "Palazzo" na Europa foram construídos pelo arquiteto alemão Leo von Klenze, que usualmente trabalhavam no estilo neoclássico grego. O Palais Leuchtenberg, (1816) é provavelmente o primeiro de vários desses edifícios na nova Ludwigstrasse e tem um meio-porão e quinas rústicas, três andares de janelas com as do segundo andar sendo fronteadas, uma grande cornija e um pórtico com colunas rasas ao redor da porta principal. As paredes são estofadas e pintadas como o Palazzo Farnese.

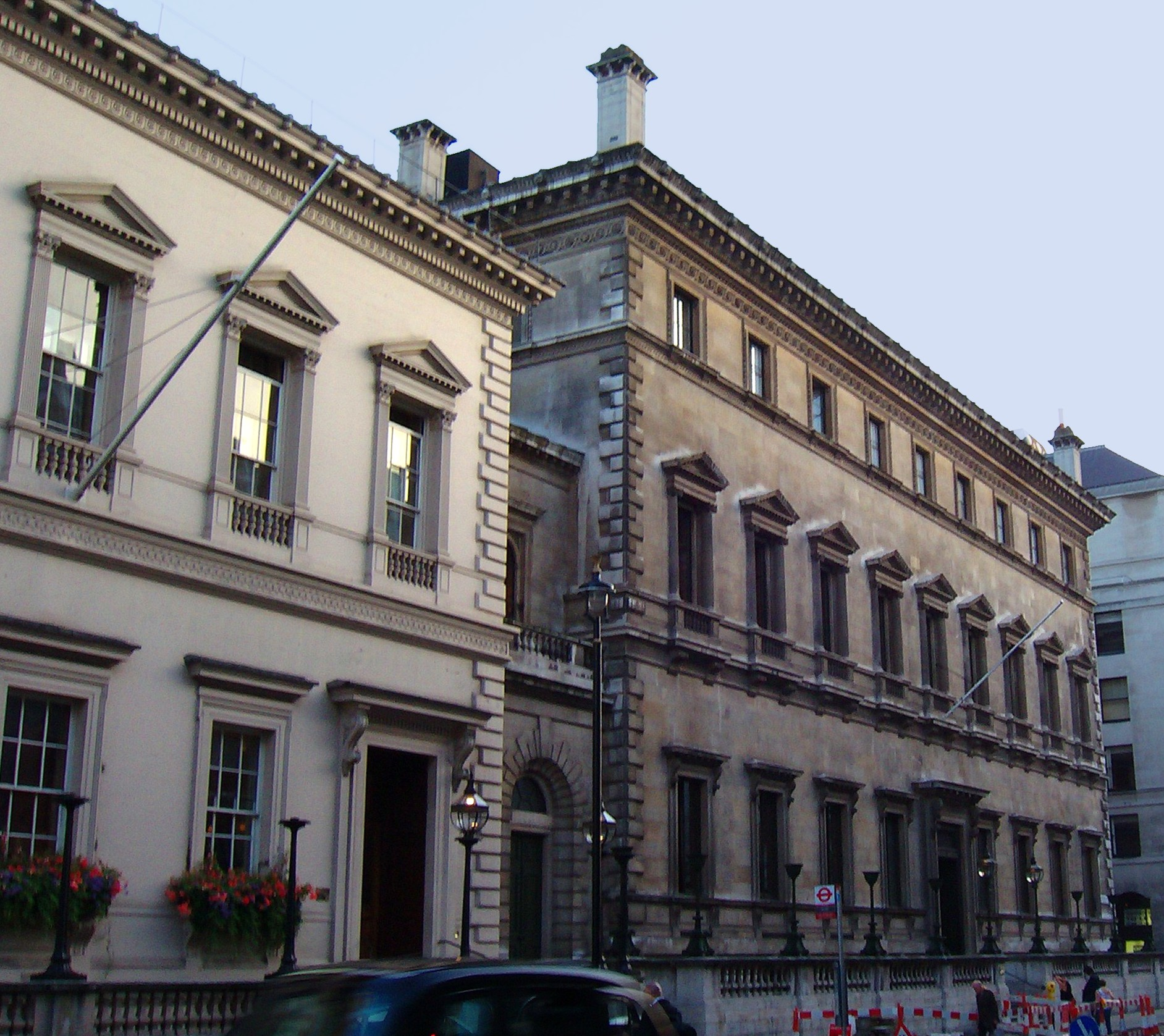
O Travellers Club (1829) e o Reform Club (1830), Pall Mall, Londres, por Charles Barry

Na Inglaterra, a primeira aplicação do estilo Palazzo no século XIX foi para vários clubes de cavalheiros londrinos. Foi então aplicado a residências, tanto como cidade e, menos comumente, casas de campo e aos bancos e estabelecimentos comerciais.  No final do século XIX, o estilo Palazzo foi adaptado e expandido para servir como uma importante forma arquitetônica para lojas de departamento e armazéns. Na Inglaterra, o estilo Palazzo era purista no segundo quarto do século XIX. Foi em concorrência com o estilo neoclássico, que incorporou grandes frontões, colunatas e ordens colossais, emprestando uma grandeza para edifícios públicos, como visto no Museu Britânico (1840), e os estilos mais românticos do Império Italiano e Francês, nos quais muita arquitetura doméstica foi construída.
Os primeiros exemplos são os clubes de Londres, The Athenaeum Club, de Decimus Burton (1824), e The United Service Club, de John Nash e Decimus Burton (1828), em Waterloo Place e Pall Mall. Em 1829, Barry iniciou a arquitetura do Renaissance Revival em Inglaterra com o seu design em estilo Palazzo para o The Travellers 'Club, Pall Mall. Enquanto os projetos de Burton e Nash se baseiam em modelos da Renascença Inglesa, como Banqueting House, de Inigo Jones, Whitehall e a Queen's House, em Greenwich, os projetos de Barry são conscientemente arqueológicos ao reproduzir as proporções e formas de seus modelos renascentistas italianos. Eles são florentinos em estilo, ao invés de palladianos. Barry construiu um segundo palazzo no Pall Mall, no The Reform Club (1830), bem como no Athenaeum, em Manchester. Os outros ensaios mais importantes de Barry nesse estilo são a casa Bridgewater House, em Londres (1847-1857) e a casa de campo Cliveden em Buckinghamshire (1849-1851).
Depois de Charles Barry, o estilo Palazzo foi adotado para diferentes propósitos, particularmente bancário. O Banco de Belfast teve suas instalações remodeladas por Sir Charles Lanyon em 1845. Os jardins do Palácio de Kensington nº 15 (1854) por James Thomas Knowles adaptam livremente as características do palácio.

### Dos anos 1850 até 1900

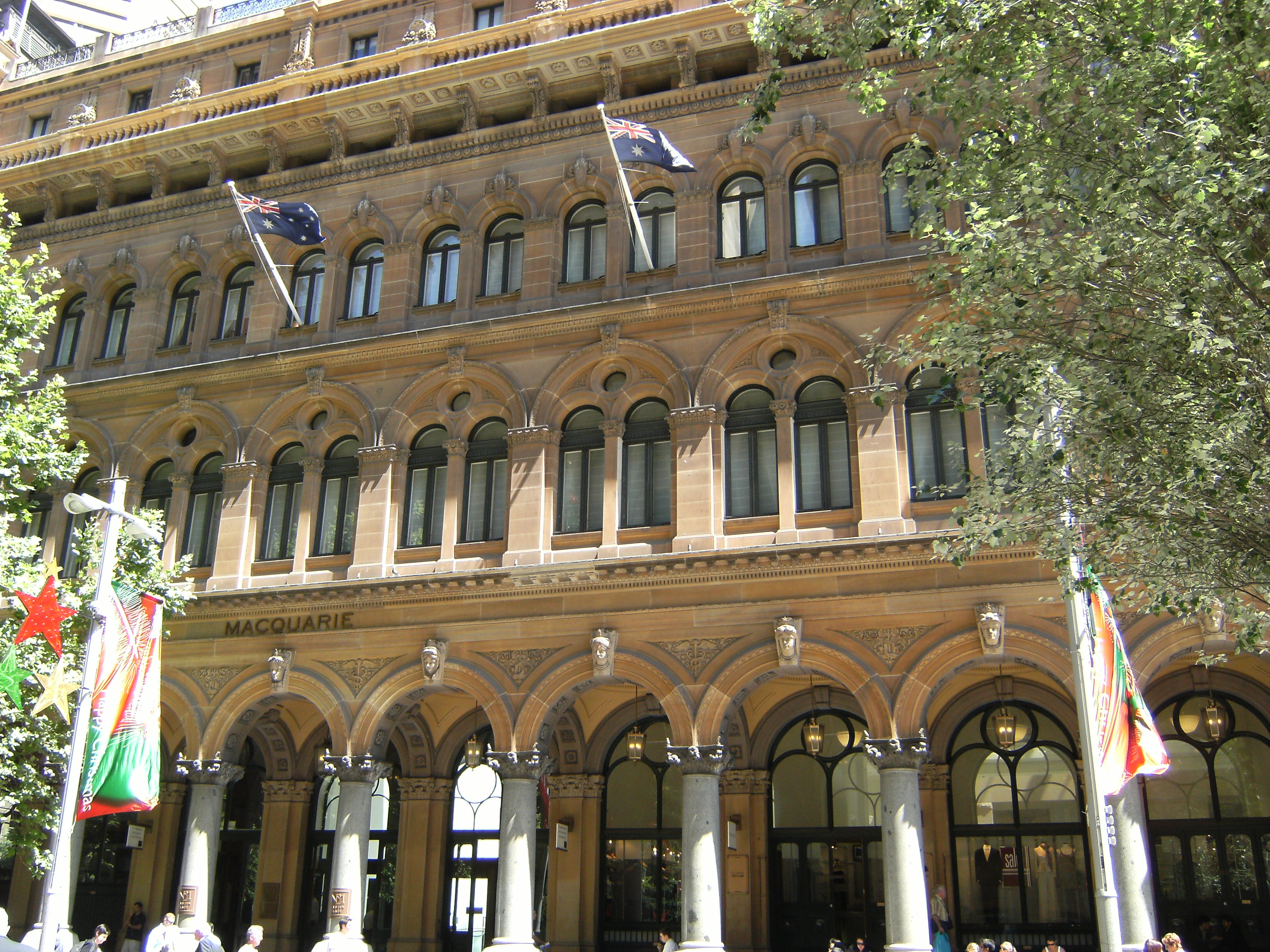
O Edifício General Post Office, em Sydney, de James Barnet, é de estilo renascentista veneziano. 1866-80

Um grande arquiteto do século XIX para trabalhar extensivamente no "estilo Palazzo" foi Edmund Blacket. Blacket chegou a Sydney, Austrália, apenas alguns anos antes da descoberta do ouro em NSW e Victoria, em 1851. Na década seguinte, ele construiu as instalações principais de seis empresas bancárias diferentes em Sydney, bem como filiais em cidades do interior. Em Sydney, esses raros exemplos da arquitetura inicial do estilo Palazzo de Blacket, todos construídos a partir do arenito local amarelo de Sydney, foram todos demolidos no período de 1965 a 1980, para dar lugar a prédios mais altos.
A partir da década de 1850, foram projetados vários edifícios que expandem o estilo palaciano com seus estilos rústicos, fileiras de janelas e grandes cornijas, em edifícios muito compridos como Grosvenor Terrace, em Glasgow (1855), de JT Rochead e Watts Warehouse (Britannia House), Manchester, (1856) por Travis e Magnall, uma "performance virtuosa" no design palazzo. A partir da década de 1870, muitos prédios da cidade foram projetados para se assemelharem a palácios venezianos, em vez de florentinos, e foram mais ornamentados, muitas vezes com loggia arcada no nível da rua, como o Post Office Building de James Barnet em Sydney (1866 e 1880). O estilo Palazzo era extremamente popular em Manchester, no Reino Unido, particularmente no trabalho de Edward Walters, cujos melhores trabalhos do Palazzo incluem o Free Trade Hall (1853) e o 38 e 42 Mosley Street (1862).

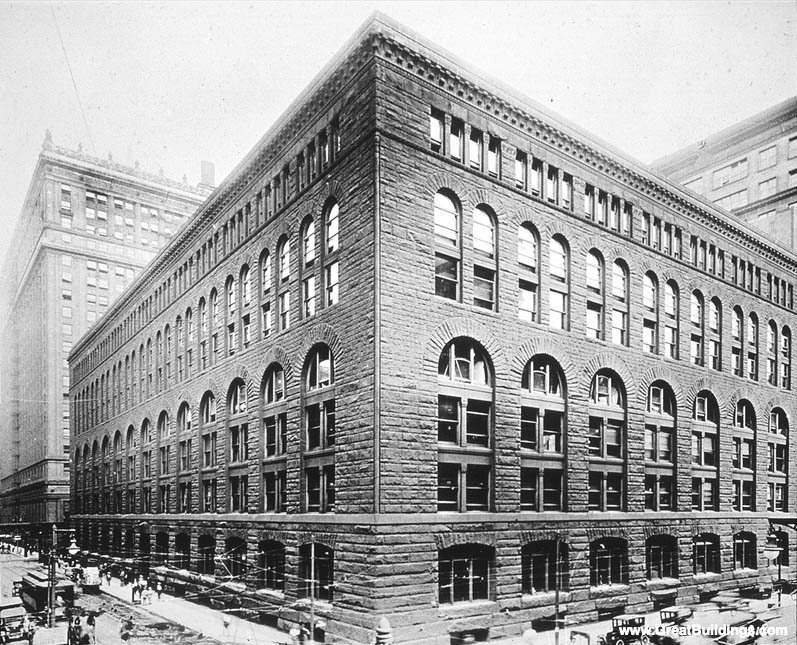
Marshall Field's Wholesale Store, (1885, demolido em 1930), Chicago, por Richardson

O estilo palazzo encontrou uma aplicação mais ampla no final do século XIX, quando foi adaptado para edifícios comerciais e de varejo. Henry Hobson Richardson projetou vários edifícios usando a forma de palazzo, mas notável por empregar o românico italiano ao invés de estilo renascentista. A maior e mais conhecida dessas obras foi a Wholesale Store de Marshall Field em Chicago, (1885, demolida 1930) que, com suas grandes janelas em arcadas, demonstra a direção que a arquitetura comercial deveria tomar na substituição de paredes externas estruturais por telas paredes que protegem um núcleo estrutural interno. Apenas um dos prédios comerciais palacianos de Richardson permanece intacto, o Hayden Building, em Boston.
O arquiteto americano Louis Sullivan foi pioneiro na construção da estrutura de aço, o que significa que tanto o piso quanto as paredes externas de um prédio eram sustentados por uma estrutura de aço interna, e não pela estrutura das paredes. Este desenvolvimento tecnológico permitiu a construção de edifícios habitáveis muito mais altos do que era possível anteriormente. O Edifício Prudencial de Sullivan em Buffalo e o Edifício Wainwright em St. Louis demonstram a aplicação do estilo palazzo à estruturas altas que mantêm as características renascentistas de uma cornija e porão diferenciado mas que têm suas paredes parecidas com penhascos compostas principalmente de vidro, as filas de janelas separadas por bandas verticais que também definem os cantos do edifício, dando um efeito semelhante a quinas.

### Início do século XX

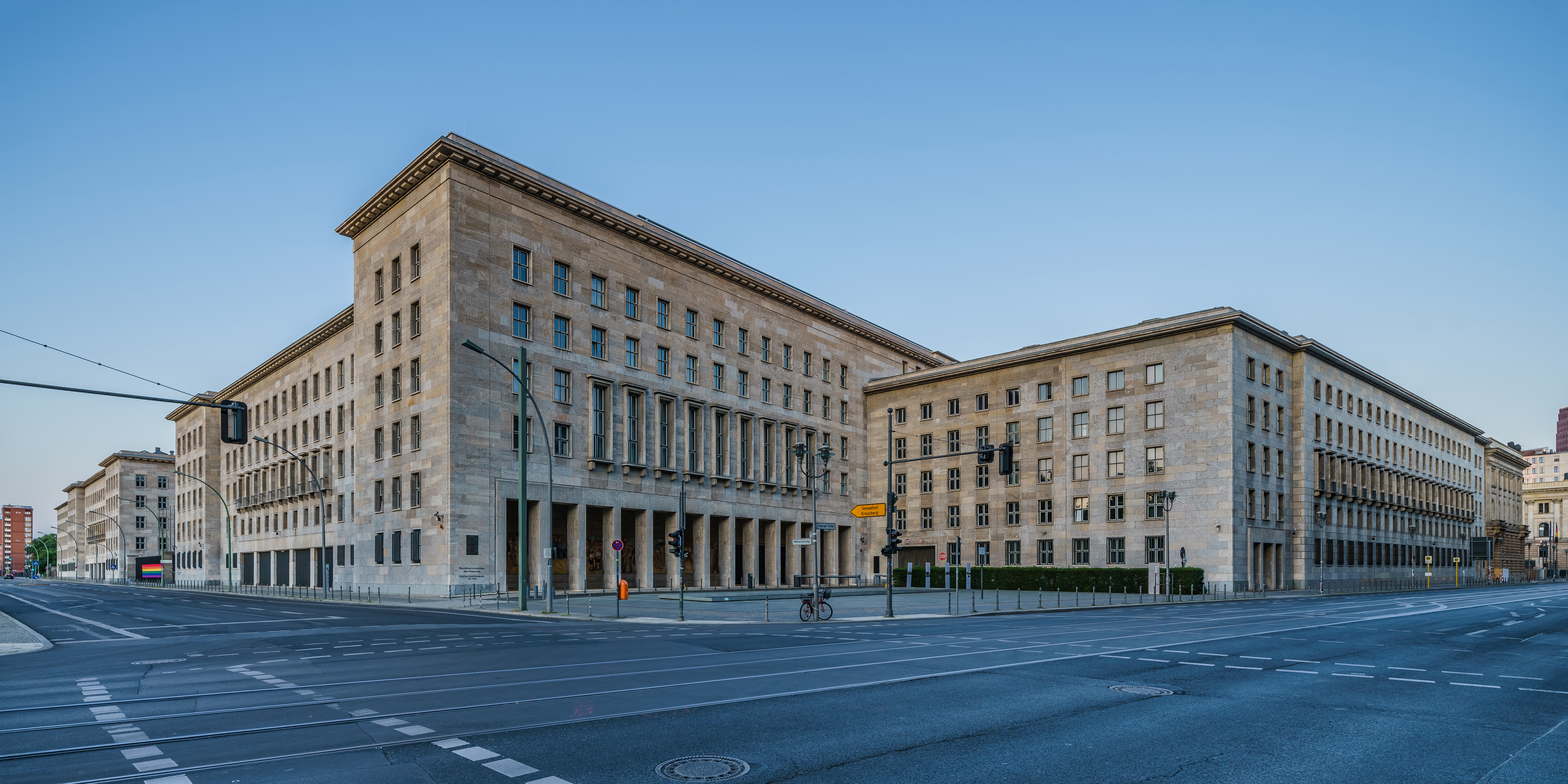
Edifício do Ministério da Aviação do Reich, Berlim, (1935-1936) por Ernst Sagebiel

Arquitetura de estilo Palazzo permaneceu comum para grandes lojas de departamento durante a primeira metade do século XX, às vezes sendo dado detalhes de Art Deco. Os arquitetos Starrett e van Vleck construíram vários exemplos típicos como Gimbel Brothers (agora Heinz 57 Center Sixth Avenue) em Pittsburgh em 1914, bem como Garfinckel (agora Hamilton Square) em Washington, DC em 1929. O último edifício é de oito andares e tem um curso pronunciado que se projeta como uma cornija acima do terceiro nível, um dispositivo que dá às partes inferiores do edifício uma escala de palazzo mais tradicional do que os níveis menos decorados que se elevam acima dela. O carro-chefe de 1924 da Rich's, outrora uma das principais lojas de departamento de Atlanta, é outro exemplo do estilo Palazzo.
O estilo também foi aplicado a edifícios muito mais altos, como o The Equitable Building (1915), projetado por Ernest R. Graham, um prédio de escritórios de 38 andares em Lower Manhattan, que é um marco na engenharia como um arranha-céu.
Os anos 30 viram a construção de uma série de edifícios do governo em Berlim para o Terceiro Reich, projetado por Ernst Sagebiel em um estilo despojado de Palazzo que mantém o porão e cornija, mas é quase desprovido de detalhes decorativos, contando com efeito sobre a proporção geral e equilíbrio dos componentes retangulares simples. O Ministério da Aviação do Reich (agora o Ministério das Finanças), construído entre 1935 e 1936, é um exemplo notável.
Com o desenvolvimento da arquitetura moderna, o estilo palazzo tornou-se menos comum.

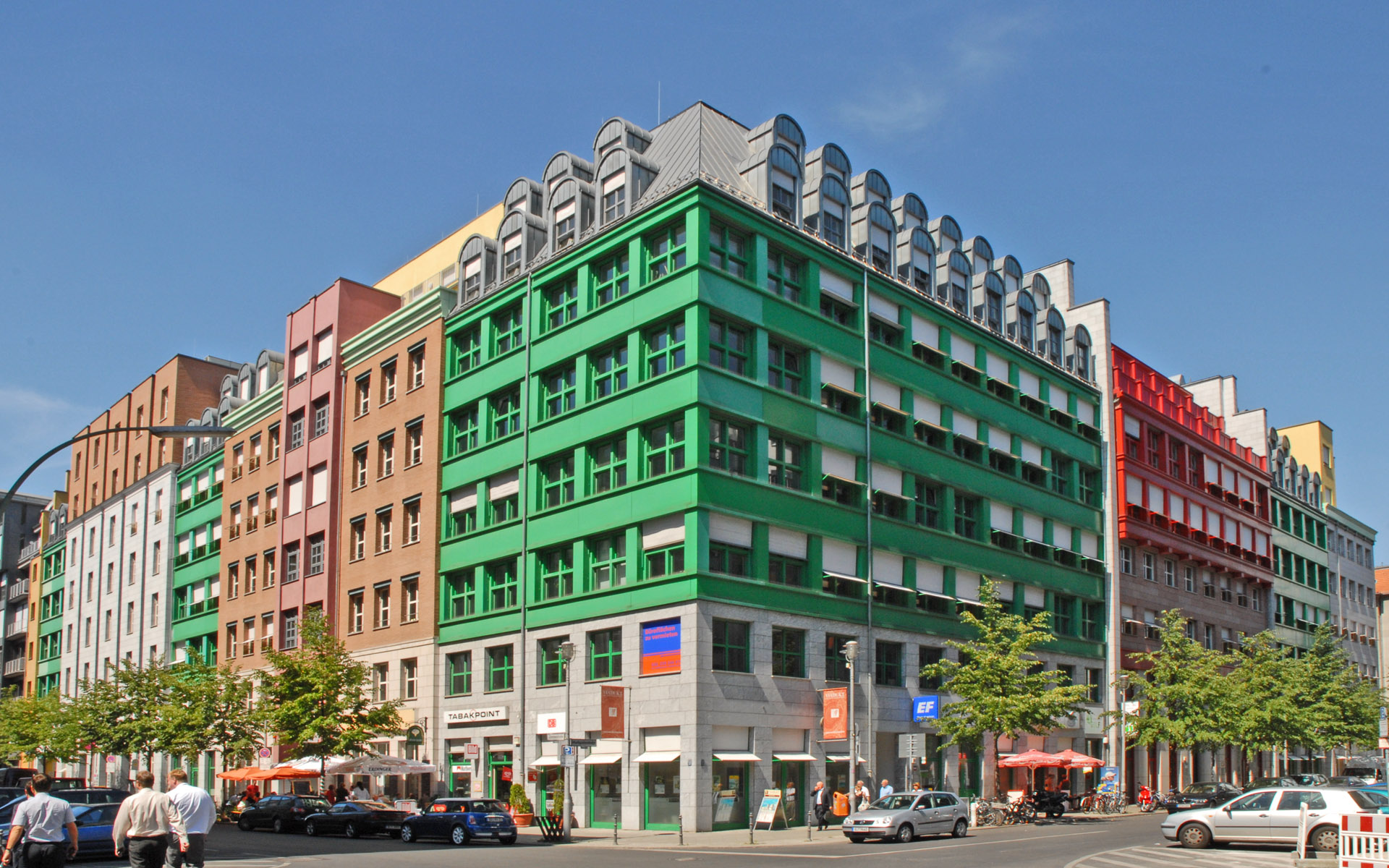
Quartier Schützenstrasse, Berlim, (1996) projetado por Aldo Rossi

### Renascimento pós-moderno
A arquitetura pós-moderna viu algum renascimento no estilo Palazzo, em formas muito simplificadas e ecléticas. O arquiteto italiano Aldo Rossi projetou uma série de edifícios em estilo Palazzo, incluindo o Hotel Il Palazzo em Fukuoka, Japão (1989), que combina elementos de uma fachada típica de palazzo, incluindo cornijas projetadas, com o vermelho intenso encontrado na arquitetura tradicional japonesa. o verde de bronze patinado. Em 1996, Rossi projetou um complexo de edifícios em um grande bloco de esquina no Schützenquartier, em Berlim, e anteriormente ocupado por uma seção do Muro de Berlim. O estudo de Rossi sobre a arquitetura da cidade levou-o a construir um único edifício com o surgimento de múltiplas estruturas, de larguras, desenhos e cores variadas, muitas das quais possuem elementos da arquitetura palaciana.

## Características
A aparência característica de um edifício de estilo palaciano é que ele se baseia na aparência de um palácio ou casa de cidade italiana, como os encontrados em Florença e ao longo do Grande Canal, em Veneza. O estilo é geralmente Neorrenascença, mas pode ser românico ou, mais raramente, gótico italiano. A fachada é parecida com uma falésia, sem qualquer grande pórtico ou frontão saliente. Existem vários andares com fileiras regulares de janelas que são geralmente diferenciadas entre níveis, e às vezes têm frontões triangulares e segmentares alternados. A fachada é simétrica e geralmente tem alguma ênfase em torno do seu portal central. A cave ou rés-do-chão é geralmente diferenciada no tratamento da sua alvenaria, sendo frequentemente rústica. Os cantos dos exemplos do início do século XIX geralmente têm quinas ou, nos prédios do século XX, muitas vezes há alguma ênfase que dá força visual aos cantos. Exceto em alguns exemplos pós-modernos, há sempre ênfase na cornija, que pode ser muito grande e suspensa na rua. Todas as faces públicas do edifício são tratadas de forma semelhante, sendo a principal diferença na decoração das portas.

### Edifícios de estilo Palazzo

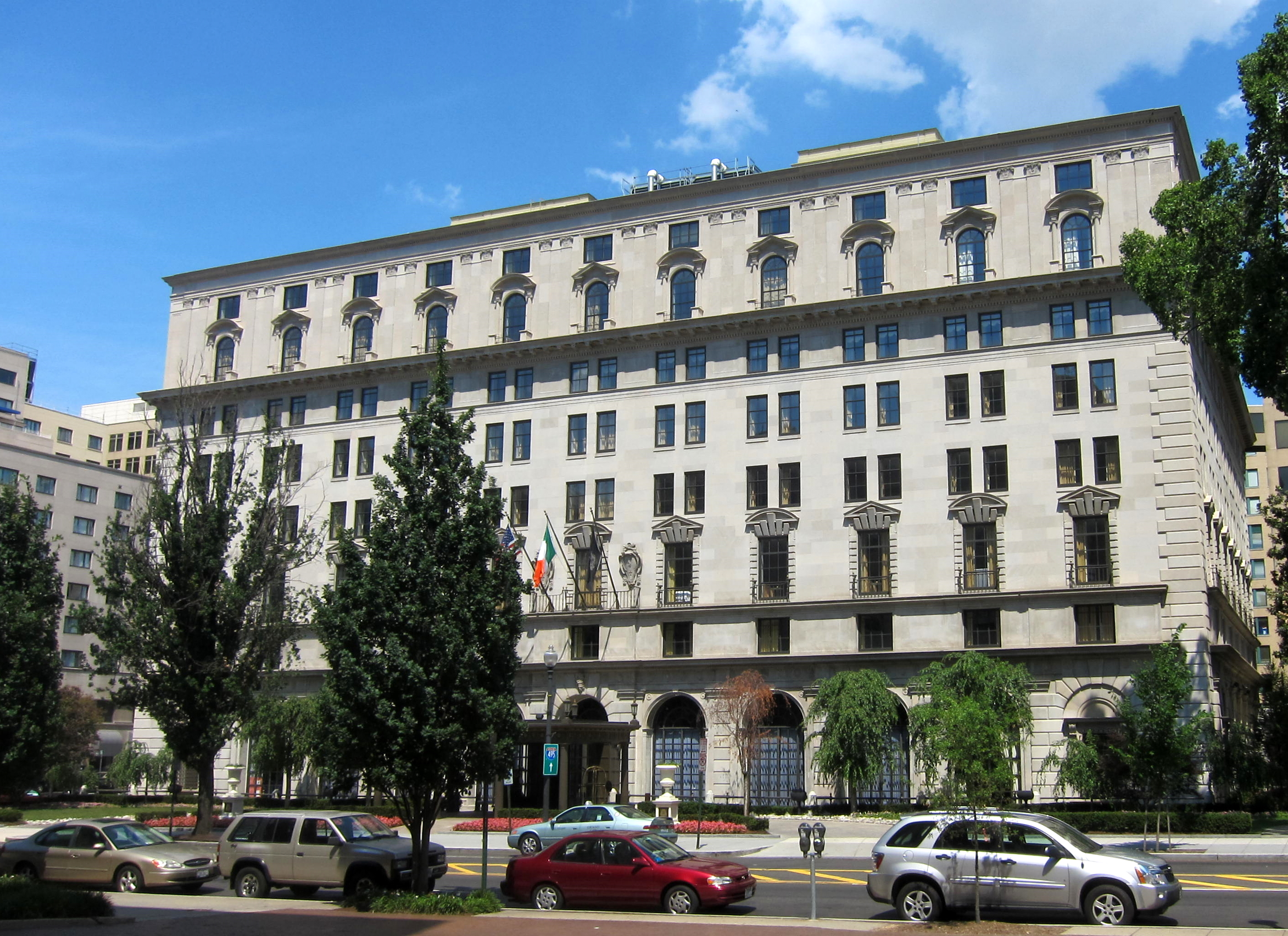
O Carlton Hotel, agora conhecido como The St. Regis, foi projetado por Mihran Mesrobian em 1926.
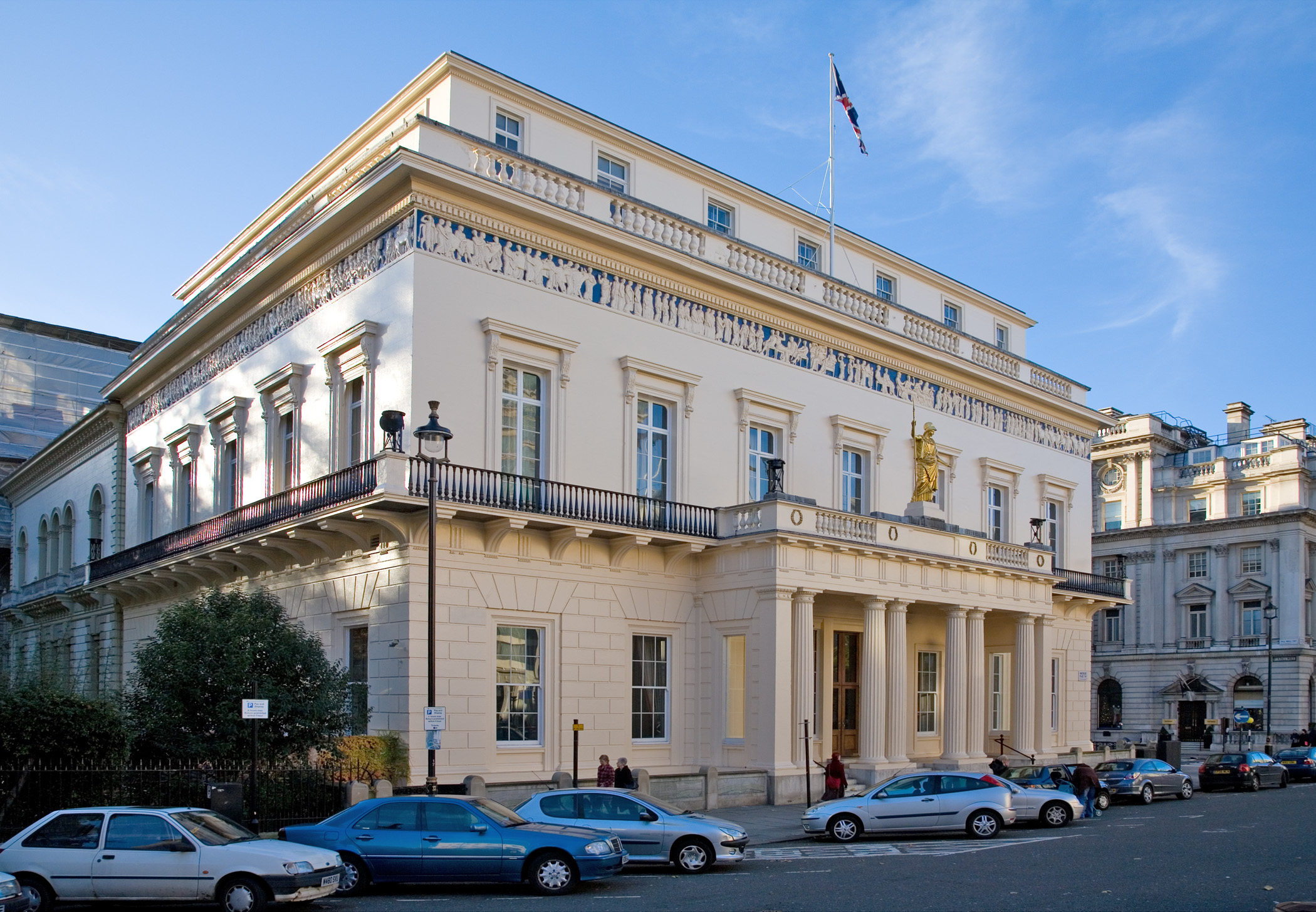
O Athenaeum Club, Londres, por Decimus Burton início do século XIX
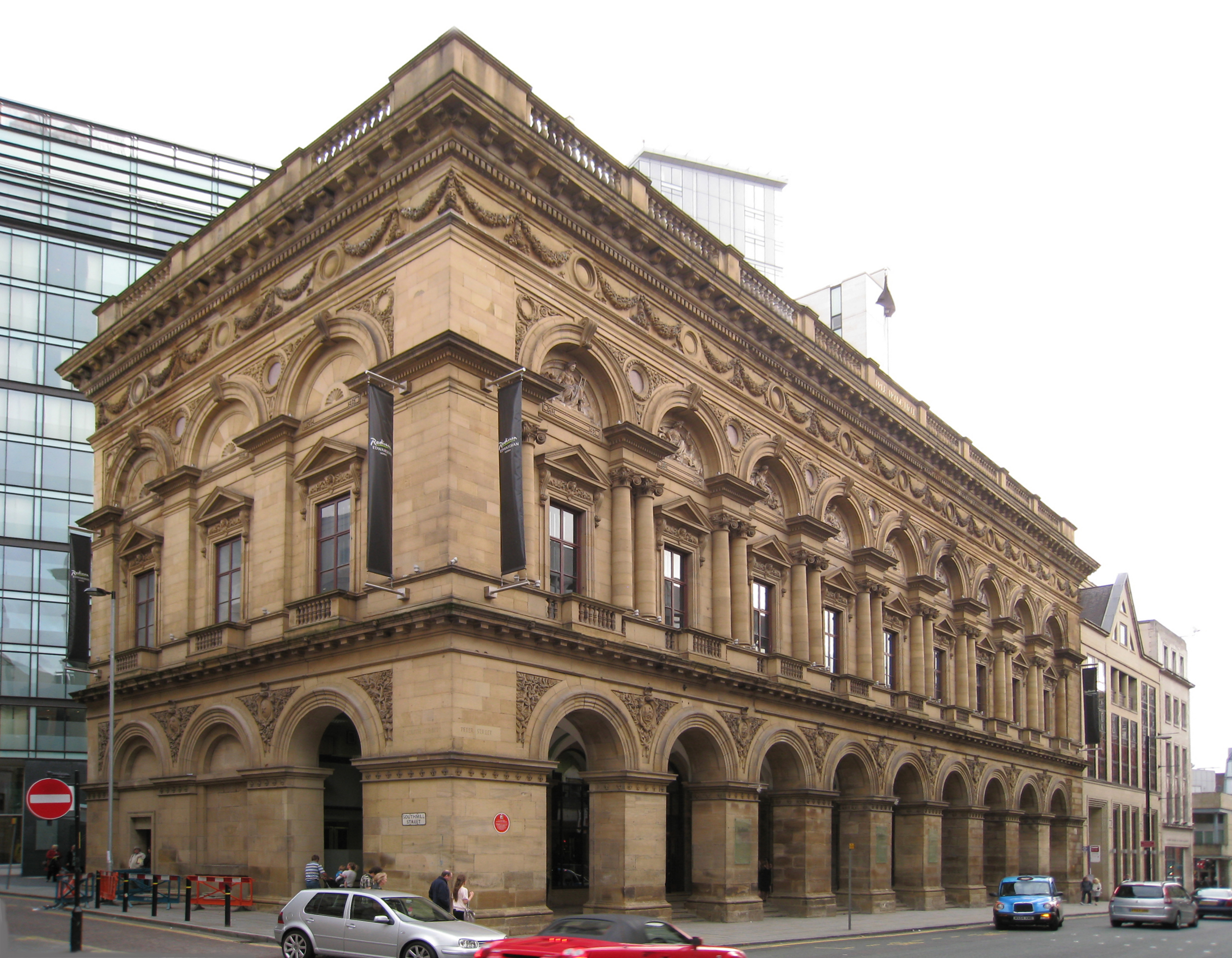
O Free Trade Hall, Manchester, um edifício de estilo veneziano de Edward Walters, (1853)
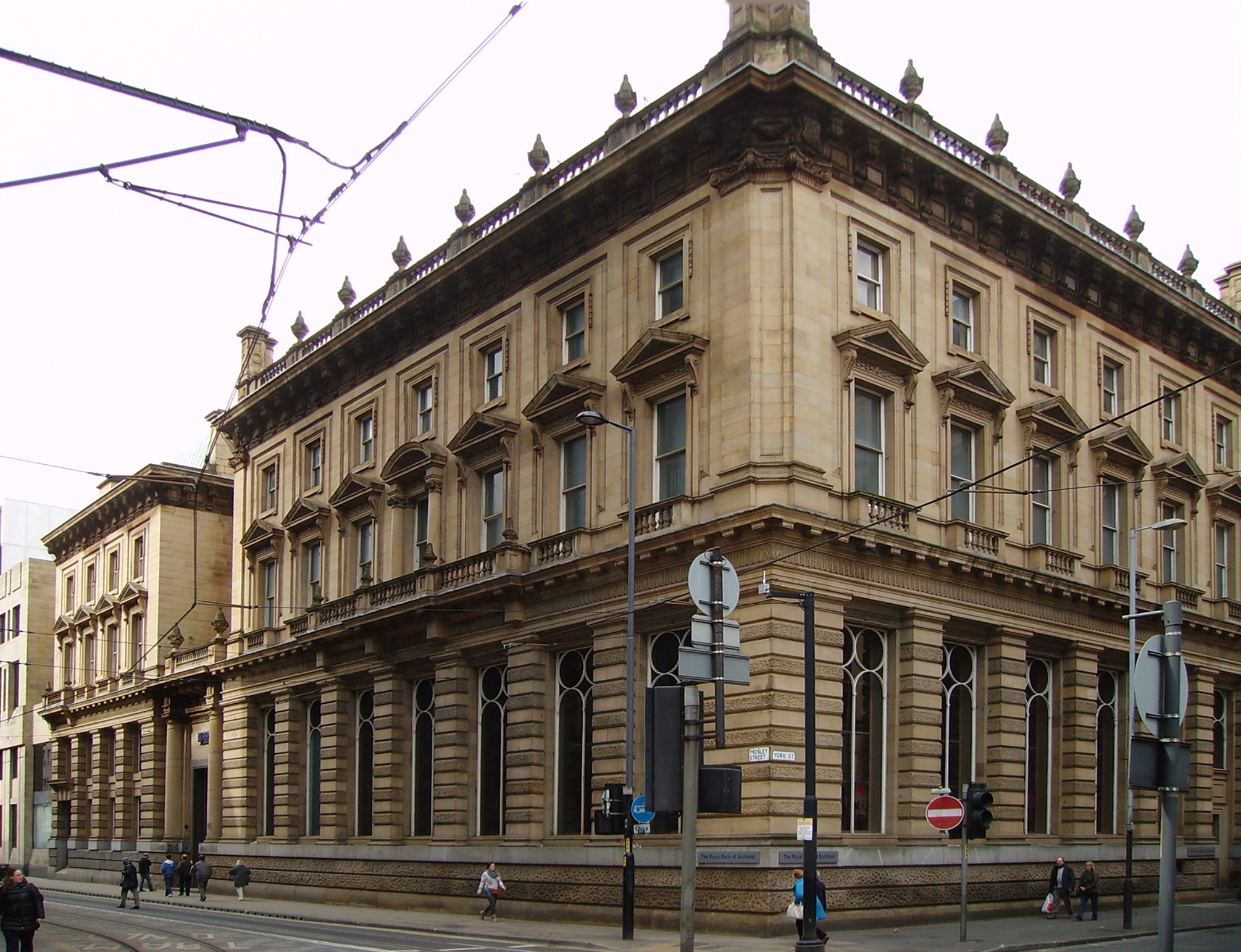
38 e 42 Mosley Street, Manchester, Edward Walters (1862)
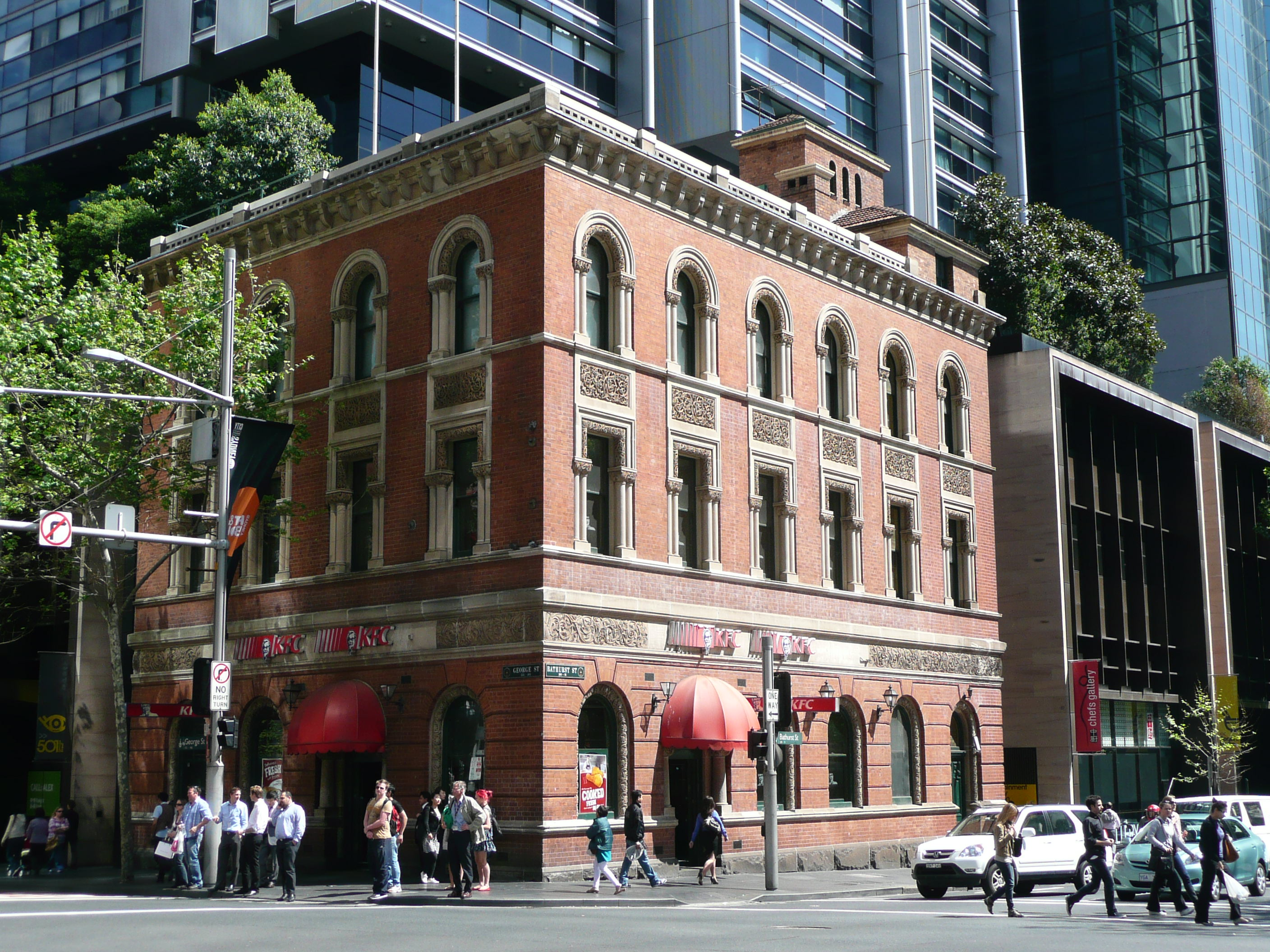
Antigo Banco de Nova Gales do Sul, George Street, Sydney, final do século XIX
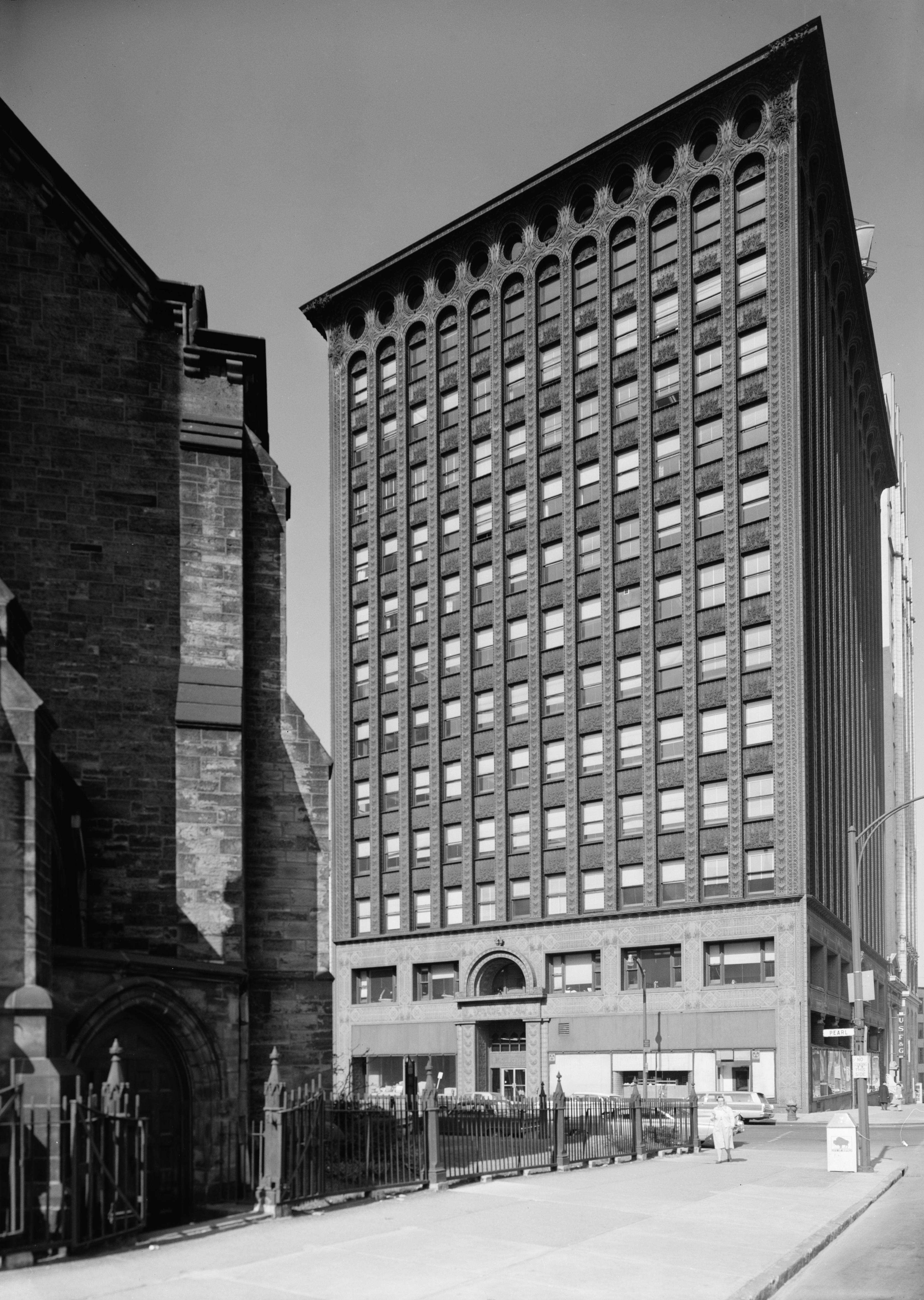
O edifício Guaranty, Buffalo, EUA, (1894) por Louis Sullivan
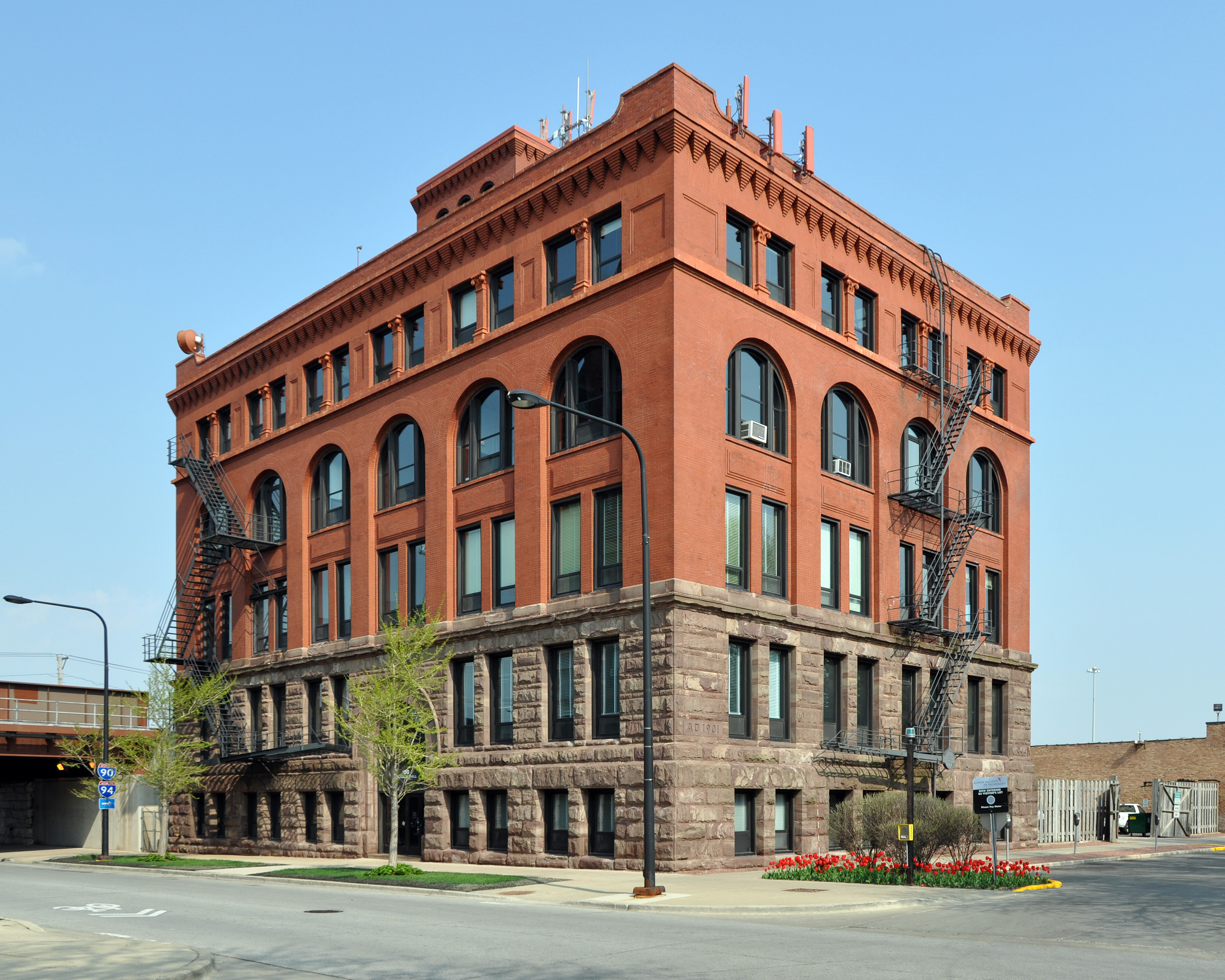
O salão de máquinas em Illinois Institute of Technology, Chicago, por C. V. Kerr de Patten & Fisher (1901)